# Danskspråkiga Wikipedia
Danskspråkiga Wikipedia är upplagan av Wikipedia på danska. Den passerade den 10 april 2012 163 000 artiklar. Den danskspråkiga versionen startades den 1 februari 2002 av Christian List.
I augusti 2019 passerade den danskspråkiga Wikipedian 252 000 artiklar och var då den 35:e största. Den har för närvarande 308 019 artiklar.